# Теодор Русо
Теодор Русо (фр. Theodore Rousseau; Париз, 1812—Барбизон, 1867) је био француски сликар и графичар. Био је члан Барбизонске школе и један од њених главних представника. Значајни су његови интимни пејзажи на којима је приметан утицај енглеског сликара Џона Канстабла. Утицао је на холандског сликара Јакоба ван Ројсдала и белгијског Мајндерта Хобема. Тежио је реалистичном приказивању пејзажа. Сматра се претечом импресионизма. 